# Zelandotipula calypso
Zelandotipula calypso is een tweevleugelige uit de familie langpootmuggen (Tipulidae). De soort komt voor in het Neotropisch gebied.